# Loch Gruinart
Loch Gruinart ist eine Meeresbucht auf der schottischen Hebrideninsel Islay. Sie liegt im Nordwesten der Insel und dringt von Norden kommend etwa 6,5 km weit in die Insel ein. Zusammen mit der von Süden kommenden und nordöstlich verlaufenden Bucht Loch Indaal bildet sie eine Landenge, die mit einer Breite von vier Kilometern die Halbinsel Rhinns of Islay beinahe von der Hauptinsel abtrennt. Im südlichen Bereich treten eher sandige und kiesige Uferabschnitte auf. Der Wasserstand der Bucht ist den Gezeiten unterworfen und bei Niedrigwasser liegen weite Teile des flachen, sandigen Grundes trocken.
Administrativ ist Loch Gruinart als Teil von Islay der Council Area Argyll and Bute zugehörig. Historisch war es Teil der heute traditionellen Grafschaft Argyllshire. Die Umgebung von Loch Gruinart ist nur dünn besiedelt und an seinen Ufern sind keine bedeutenden Siedlungen zu finden. Bowmore, der Hauptort der Insel, ist etwa 6,5 km südsüdöstlich des Kopfes der Bucht gelegen.
An Loch Gruinart nisten oder überwintern zahlreiche Vogelarten, weshalb das Gebiet als Schutzgebiet ausgewiesen ist. Zu den bedeutenden Vogelarten an Loch Gruinart zählen Weißwangengänse, Alpenkrähen, Wachtelkönige, Kiebitze sowie Blässgänse.
An Loch Gruinart wurde im Jahre 1598 die letzte bedeutende Schlacht zwischen zwei Clans auf Islay statt. In der Schlacht von Gruinart standen sich Sir Lachlan Mor MacLean und sein Neffe Sir James MacDonald gegenüber. Streitpunkt waren der Besitz der Rhinns of Islay, welche MacLean als Mitgift erhalten haben wollte. Die MacLeans unterlagen und wurden fast ausnahmslos getötet.